# Wimmertingen

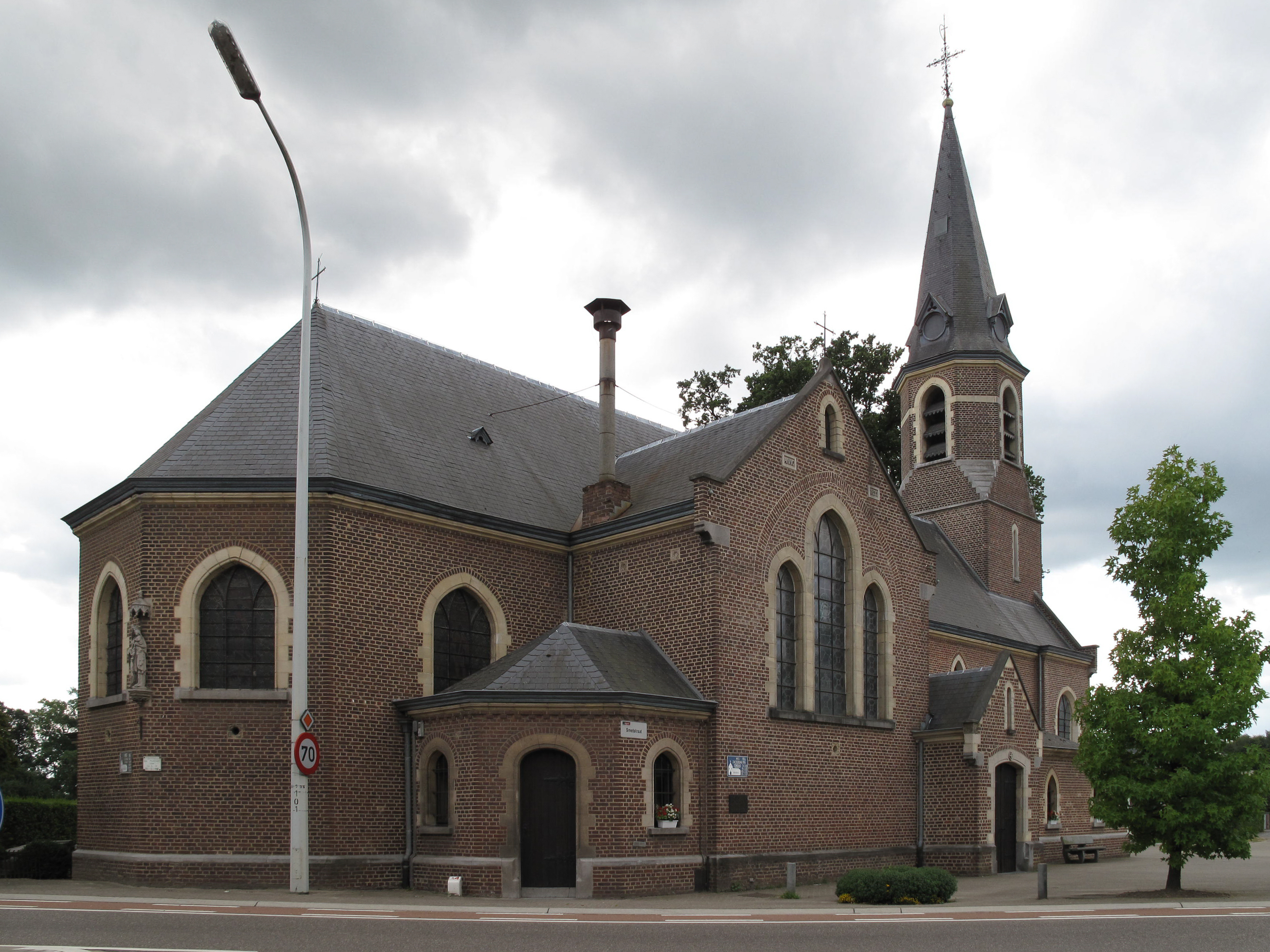
Sint Niklaaskerk

Wimmertingen (Limburgs: Wimmertinge) is een dorp in de Belgische provincie Limburg en een deelgemeente van de stad Hasselt, het was een zelfstandige gemeente tot aan de gemeentelijke herindeling van 1977.
Wimmertingen is de kleinste en zuidelijkste deelgemeente van de stad en is gelegen aan de N20, de weg vanuit Hasselt naar Tongeren en Luik. Het dorp is steeds een landbouwdorp gebleven. Langs de steenweg is er lintbebouwing. De Mombeek, een zijtak van de Herk, vormt de noordgrens van de deelgemeente.

## Etymologie
In 1243 werd Wimmertingen voor het eerst schriftelijk vermeld, en wel als Wembertingen. Dit zou afgeleid zijn van de Germaanse eigennaam Wembert, dus: de lieden van Wembert.
Latere benamingen zijn: 1421 Wemertingen in 1421, Wymbertingen in 1453 en Wymmertingen in 1477.

## Geschiedenis
Wimmertingen wordt voor het eerst vermeld wanneer de kanunniken van het Heilig Graf, ook sepulchrijnen genoemd, er in 1145 een klooster stichtten. In 1297 kreeg Wimmertingen zijn eigen parochie, toegewijd aan Nicolaas van Myra. De parochie werd bediend door de kanunniken. Zij verhuisden het klooster in 1312 naar het hoger gelegen Henegauw, maar ze bleven de parochie bedienen tot in 1606 toen het begevingsrecht overging naar de pastoor van Jesseren.
Na het Concordaat van 1801 werd Wimmertingen opnieuw een zelfstandige parochie die in oppervlakte ruim driemaal zo groot werd als de pas opgerichte gemeente Wimmertingen. Ook delen van het Hasseltse gehucht Rapertingen, Alken en Sint-Lambrechts-Herk maken sindsdien deel uit van de parochie Wimmeringen.

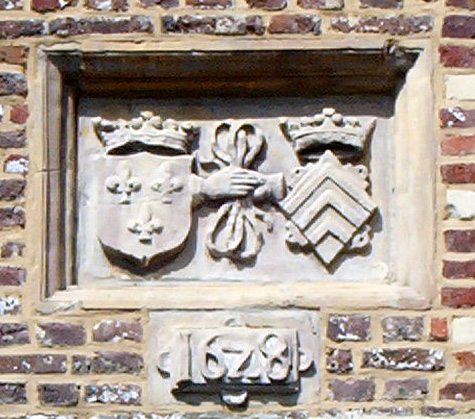
Op de kerk, op de zuidelijke muur het wapenschild van de familie de Rivière d'Arschot en dit van de familie de la Douve.

Wimmertingen was aanvankelijk bezit van de heer van Heers. Door het huwelijk van zijn dochter kwam Wimmertingen in het bezit van de familie de Rivière d'Arschot. Het eerste van twee wapenschilden bij een steen met het jaartal 1628 in de zuidgevel van de kerk behoort aan deze familie. Het tweede wapenschild is van barones Cathérine de la Douve, echtgenote van Henri de Rivière d’Arschot. De laatste telg, Barbara de Rivière d'Arschot, was abdis van de abdij van Herkenrode voor ze in 1744 overleed. Hierna kwam Wimmertingen in het bezit van de Sint-Laurentiusabdij van Luik om in 1757 over te gaan in handen van de familie de Stockem. In 1795 werd Wimmertingen een zelfstandige gemeente. In 1977 werd de gemeente opgeheven en werd Wimmertingen een deelgemeente van Hasselt.

## Demografische ontwikkeling
- Bronnen:NIS, Opm:1831 tot en met 1970=volkstellingen; 1976 = inwoneraantal op 31 december

## Bezienswaardigheden

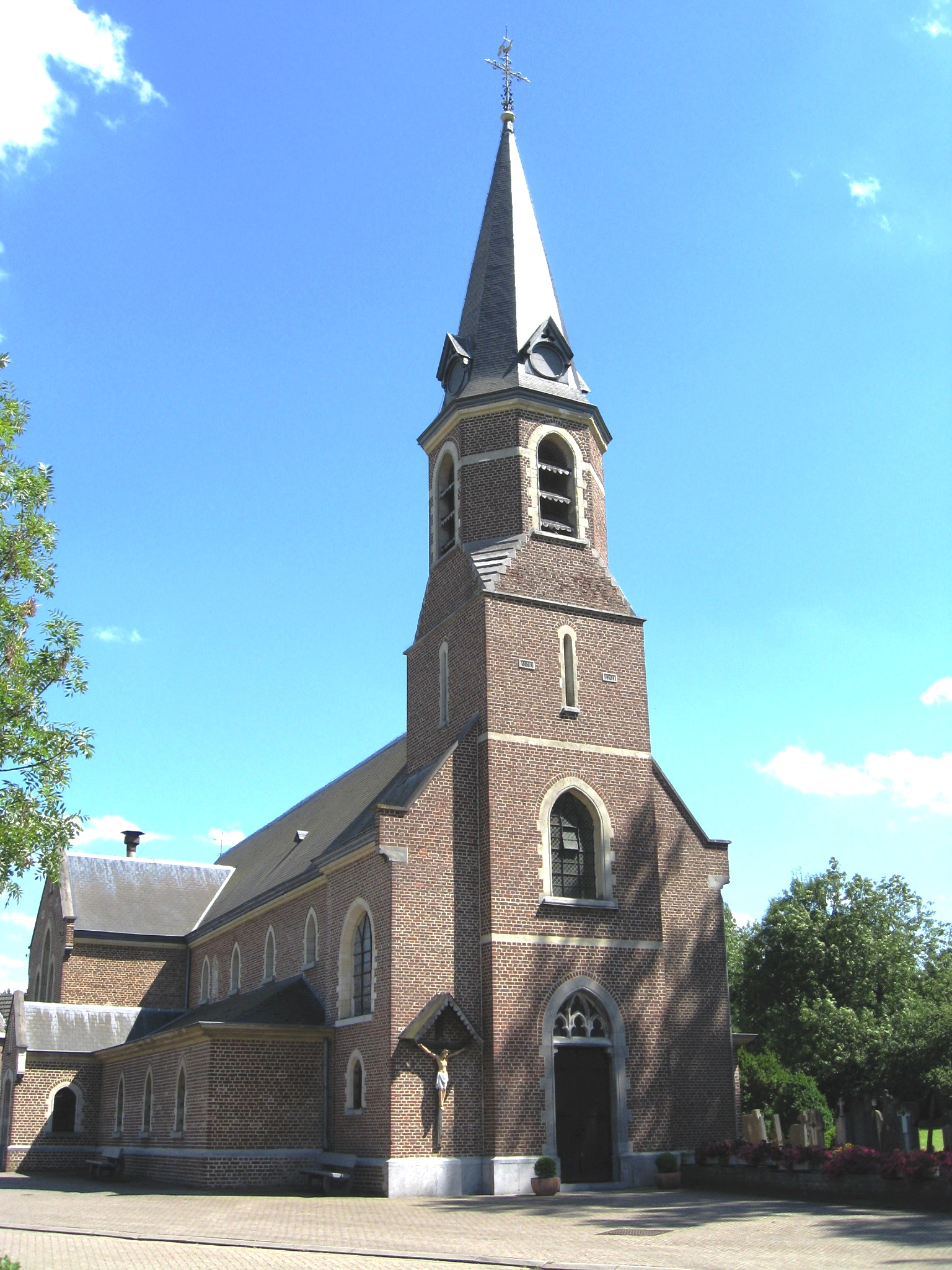
De Sint-Niklaaskerk

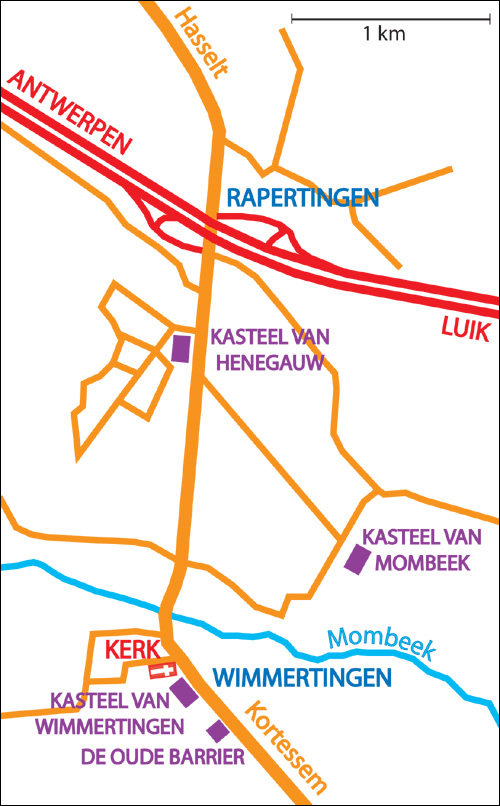
Wimmertingen tussen Hasselt en Kortessem

- De neogotische Sint-Niklaaskerk met middenbeuk uit 1628. Na een brand in 1901 werd de toren heropgebouwd. De zijbeuken dateren van 1942. Wimmertingen is een bedevaartsoord ter verering van Sint-Gilis, aanroepen tegen stuipen en andere kinderziektes.
- Het Kasteel van Wimmertingen. Hier woonde en overleed de eerste burgemeester van Hasselt onder Belgisch bewind, Julien de Cecil. Omstreeks 1830 kocht hij het voor zijn moeder. Zijn nazaten de Grady - de Cecil verbouwden het kasteel. Deze familie leverde drie burgemeesters aan Wimmertingen. De laatste was Inès de Grady de la Neuville, burgemeester van 1947 tot 1976.
- De U-vormige hoeve De Oude Barrier uit 1740. Deze deed lange tijd dienst als tolhuis en bierbrouwerij. Nu is er een ruimte voor kunsttentoonstellingen ingericht. Sinds 2005 is de hoeve beschermd als monument.

In de omgeving, weliswaar op Hasselts grondgebied van vóór de fusie van de gemeenten, bevinden zich twee kastelen die historische banden hadden met Wimmertingen.
- Het Kasteel van Henegauw op de plaats waar de kanunniken van de orde van het Heilig Graf zich in 1312 vestigden nadat ze Wimmertingen verlieten. Na 1600 nam de vrouwelijke tak van de orde van het Heilig Graf, ook Bonnefanten genoemd, het klooster over. Zij vestigden er een priorij die in 1781 werd verkocht aan particulieren. Het schuurgebouw uit 1741 is nog in goede staat. De gebouwen van het nadien tot kasteel verbouwde klooster herbergden de eerste jeneverstokerij in Hasselt buiten de stadsmuren. In 1974 werd het door brand vernield. De goederen en het park van het kasteel werden in de tweede helft van de 20e eeuw verkaveld. Een 200-tal woningen vormen er nu een residentiële woonwijk.
- Het Kasteel van Mombeek was sinds de middeleeuwen tot in de 17de eeuw eigendom van de heer van Mombeek die het nabijgelegen klooster van Henegauw met tienden en andere giften bevoordeligde. Nadien ging het bezit over naar de familie de Geloes en andere families. Het is nu een neoclassicistisch kasteel omgeven door een klein park en enkele vijvers. Links ervan bevindt zich de boerderij uit 1777. Tijdens de Eerste Wereldoorlog werd het kasteel van elektriciteit voorzien door een verderop gelegen watermolen op de Mombeek.

## Natuur en landschap
Wimmertingen is gelegen in Vochtig-Haspengouw en in de vallei van de Mombeek, die ten noorden van de kom in (noord)westelijke richting stroomt. In het zuiden bedraagt de hoogte tot 52 meter, terwijl de Mombeekvallei op 35 meter hoogte ligt. Deze vormt de grens met Rapertingen.

## Nabijgelegen kernen
Rapertingen, Alken, Kortessem